# البلوط واليقطين

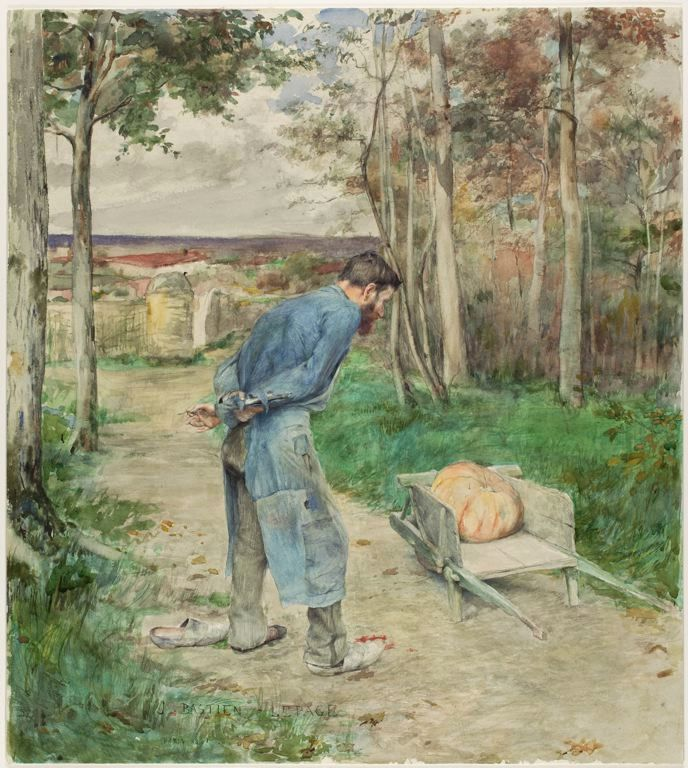
رسم توضيحي لجول سيباستيان ليج لخرافة لافونتين ، 1881. معهد شيكاغو للفنون

البلوط واليقطين (بالفرنسية: Le gland et la citrouille)، هي حكاية من أساطير لافونتين، تم نشرها في المجلد الثاني (IX.4) في 1679، وفي اللغة الإنجليزية بشكل خاص تمت كتابة إصدارات جديدة من القصة لدعم الحجة الغائية للخلق التي يفضلها المفكرون الإنجليز منذ نهاية القرن السابع عشر فصاعدًا. 

## اللاهوت الشعبي
الحكاية هي واحدة من القلائل التي كتبهم لافونتين دون أصل معين، على الرغم من أنه معروف عمومًا أنه مدين بشيء إلى «مهزلة الشارع» التي كتبها تابارين في وقت سابق من القرن السابع عشر. بداية من الإقرار بأن «خلق الله مصنوع بشكل جيد»، يروي كيف يتساءل شخص ريفي عن التصميم الذكي في الخلق من خلال افتراض أنه سيكون من الأفضل إذا كانت أشجار البلوط تحمل اليقطين والكروم الضعيفة تحمل البلوط. ينام تحت الشجرة ويستيقظ جراء سقوط البلوط، فيعتبر ضعف الإصابة التي لحقت به النسبي كدليل كاف على العناية الإلهية. رغم أنه قد تم افتراض أن الهدف الحقيقي للمؤلف هدف ساخر عن ضعف مثل هذا التفكير الأخلاقي. يبدو أن هذا مدعوم بحقيقة أن الحجة المستخدمة تستند إلى مزحة في مهزلة لم يكن من المفترض أن تؤخذ على محمل الجد.
في إنجلترا تم أخذ الحكاية على محمل الجد بشكل أكبر كدعم للحجة الغائية التي طرحها اللاهوتيون والفلاسفة في ذلك الوقت تقريبًا. كانت آن فينش (كونتيسة وينشيلسيا) أول من قام بتعديل الحكاية كجدلية ضد الإلحاد، حيث أعطت قصيدتها العنوان الجديد «الملحد والجوز». وبدلاً من جملة لافونتين الافتتاحية بأن «خليقة الله صنعت جيدًا»، تبدأ القصيدة بالاقتراح المعاكس، «يبدو لي أن هذا العالم مصنوع بطريقة شاذة، وكل شيء خاطئ» مقولة ل«بليد يفترض نفسه ملحد». يحل الموقف الهجومي محل السخرية وتنتهي القطعة بالصورة البشعة لجمجمة محطمة تخرج منها افتراضاتها الزائفة.
في نسخته من لافونتين في مختارات الأساطير لعام 1754، يعود تشارلز دينيس إلى العنوان «البلوط واليقطين» بروح أكثر دقة. «أيًا كان، هو صحيح» هو افتراضه الافتتاحي، وفي النهاية يتم إحضار «اليقطين» التائب ليمنح العناية الإلهية حقها". في نفس العام من 1754، أدرج روبرت دودسلي نسخة نثرية في قسم الأساطير الحديثة،  تحافظ القطعة على عنوان آن فينش: «الملحد والجوز»، لكنها تجعل الحكاية خفيفة. إنه "واحد من أولئك المنطقين المصقولين، أو المعروفين باسم الفلاسفة الصغيرين«الذي يتكهن براحته تحت شجرة بلوط، لكنه وجد مع سقوط البلوط كم هو شئ صغير وتافه يمكنه أن يقلب أنظمة الفلاسفة الأقوياء!» 
بحلول نهاية القرن الثامن عشر، عادت القصة مرة أخرى إلى مجال اللاهوت الشعبي بواسطة هانا مور. لقد جعلت قصيدتها «البستانيان» معالجة جديدة تمامًا للموضوع ونشرتها في عام 1797. يناقش اثنان من البستانيين حكمة الخلق، ويصبح المفكر الحر مقتنعاً بأن «الله أحكم مني» بالرغم من الضرر الذي ربما تسبب به دش الهموم على رأسه. قام تشارلز لينلي الأصغر بإعادة كتابة قصة «الجوزة واليقطين» للأطفال في 1864  لنفس الغرض الأخلاقي، استنتاجه هو: «مع لمحة خاطفة للخلق، تعلم صغر حياتك، يا للروعة!». 